# Bulbistridulous furcatus
Bulbistridulous furcatus är en insektsart som beskrevs av Wei Ying Hsia och Xiangwei Liu 1991. Bulbistridulous furcatus ingår i släktet Bulbistridulous och familjen vårtbitare. Inga underarter finns listade i Catalogue of Life.